# سارة الطويبي
سارة الطويبي هي لاعبة أولمبية وعداءة تونسية متقاعدة وُلدت في 30 يناير 1959، وتخصصت في سباقات 400 متر و800 متر، ومثلت تونس في البطولة العربية لألعاب القوى وفي دورة ألعاب البحر الأبيض المتوسط عامي 1979 و1983، وتشغل في الوقت الحالي منصب نائب رئيس الجامعة التونسية لألعاب القوى منذ عام 2016، ونائب رئيس الاتحاد العربي لألعاب القوى لشؤون المرأة منذ عام 2022.

## المسيرة المهنية
تقلدت سارة الطويبي عقب اعتزالها اللعب عدة مناصب في المجالات الرياضية، فكانت نائبة لرئيس الجامعة التونسية لألعاب القوى منذ عام 2016، ثُم نائبة لرئيس الاتحاد العربي لألعاب القوى لشؤون المرأة، وهو المنصب الذي استحدث لأول مرة عام 2022، كما اختيرت لعضوية لجنة تنظيم البطولة الأفريقية المفتوحة لألعاب القوى للماستر عام 2019، والتي أقيمت في مدينة رادس بتونس في الفترة ما بين يومي 6-9 فبراير 2019 بمشاركة 350 عداء من أكثر من 20 دولة، ثُم عُينت رئيسة للجنة تنظيم البطولة العربية لالعاب القوى للناشئين والناشئات في نسختها الثامنة عام 2021، والتي أقيمت في مدينة رادس بتونس في الفترة ما بين يومي 25 - 28 نوفمبر 2021 بمشاركة 381 رياضيا من 15 دولة.

## المشاركات والميداليات
شاركت سارة الطويبي في البطولة العربية لألعاب القوى عام 1979، والتي أقيمت في مدينة بغداد بالعراق، حيث تمكنت من إحراز ميداليتين ذهبيتين في سباق 200 متر للسيدات وفي سباق 400 متر للسيدات، ثُم شاركت في البطولة العربية لألعاب القوى عام 1983، والتي أقيمت في مدينة عمان بالأردن، وفازت فيها مرة أخرى بميداليتين ذهبيتين في سباق 400 متر للسيدات، وسباق 800 متر للسيدات. شاركت سارة الطويبي أيضًا في دورة ألعاب البحر الأبيض المتوسط في عامي 1979 و1983، وأصبحت بطلة مزدوجة لتونس في سباقات 400 و800 متر في أعوام 1982، 1983 و1986. ويوضح الجدول التالي أهم المُسابقات والبطولات التي شاركت فيها سارة الطويبي، وأبرز الميداليات والألقاب التي حققتها في البطولات والمسابقات المختلفة:
| العام | المسابقة                              | المكان                | المنافسات                       | الترتيب/الميدالية                   |
| ----- | ------------------------------------- | --------------------- | ------------------------------- | ----------------------------------- |
| 1975  | بطولة المغرب العربي لألعاب القوى      | تونس، تونس            | سباق 400 متر - عدو سريع للسيدات | المركز الأول (الميدالية الذهبية)    |
| 1979  | البطولة العربية لألعاب القوى عام 1979 | بغداد، العراق         | سباق 200 متر - عدو سريع للسيدات | المركز الأول (الميدالية الذهبية)    |
| 1979  | البطولة العربية لألعاب القوى عام 1979 | بغداد، العراق         | سباق 400 متر - عدو سريع للسيدات | المركز الأول (الميدالية الذهبية)    |
| 1979  | دورة ألعاب البحر الأبيض المتوسط 1979  | سبليت، يوغوسلافيا     | سباق 400 متر - عدو سريع للسيدات | المركز الرابع                       |
| 1981  | بطولة المغرب العربي لألعاب القوى 1981 | الجزائر، الجزائر      | سباق 400 متر - عدو سريع للسيدات | المركز الثاني (الميدالية الفضية)    |
| 1981  | البطولة العربية لألعاب القوى 1981     | تونس، تونس            | سباق 400 متر - عدو سريع للسيدات | المركز الثاني (الميدالية الفضية)    |
| 1983  | بطولة المغرب العربي لألعاب القوى 1983 | الدار البيضاء، المغرب | سباق 400 متر - عدو سريع للسيدات | المركز الثالث (الميدالية البرونزية) |
| 1983  | بطولة المغرب العربي لألعاب القوى 1983 | الدار البيضاء، المغرب | سباق 800 متر - عدو سريع للسيدات | المركز الثالث (الميدالية البرونزية) |
| 1983  | البطولة العربية لألعاب القوى 1983     | عمان، الأردن          | سباق 400 متر - عدو سريع للسيدات | المركز الأول (الميدالية الذهبية)    |
| 1983  | البطولة العربية لألعاب القوى 1983     | عمان، الأردن          | سباق 800 متر - عدو سريع للسيدات | المركز الأول (الميدالية الذهبية)    |
| 1983  | دورة ألعاب البحر الأبيض المتوسط 1983  | الدار البيضاء، المغرب | سباق 800 متر - عدو سريع للسيدات | المركز السادس                       |